# Corcoran (Minnesota)
Corcoran és una població dels Estats Units a l'estat de Minnesota. Segons el cens del tenia 5.630 habitants.

## Demografia
Segons el cens del 2000, Corcoran tenia 5.630 habitants, 1.784 habitatges, i 1.512 famílies. La densitat de població era de 60,8 habitants per km².
Dels 1.784 habitatges en un 47,6% hi vivien nens de menys de 18 anys, en un 76,5% hi vivien parelles casades, en un 5% dones solteres, i en un 15,2% no eren unitats familiars. En el 10,5% dels habitatges hi vivien persones soles el 2,2% de les quals corresponia a persones de 65 anys o més que vivien soles. El nombre mitjà de persones vivint en cada habitatge era de 3,16 i el nombre mitjà de persones que vivien en cada família era de 3,42.
Per edats la població es repartia de la següent manera: un 32,7% tenia menys de 18 anys, un 6,8% entre 18 i 24, un 31,6% entre 25 i 44, un 24,4% de 45 a 60 i un 4,5% 65 anys o més.
L'edat mediana era de 36 anys. Per cada 100 dones de 18 o més anys hi havia 108,5 homes.
La renda mediana per habitatge era de 78.984 $ i la renda mediana per família de 81.322 $. Els homes tenien una renda mediana de 46.491 $ mentre que les dones 34.078 $. La renda per capita de la població era de 29.467 $. Entorn del 0,5% de les famílies i el 0,9% de la població estaven per davall del llindar de pobresa.

## Poblacions més properes
El següent diagrama mostra les poblacions més properes.